# Сен-Жермен (Верхняя Сона)
Сен-Жерме́н (фр. Pomoy) — коммуна во Франции, находится в регионе Франш-Конте. Департамент — Верхняя Сона. Входит в состав кантона Люр-Нор. Округ коммуны — Люр.
Код INSEE коммуны — 70464.

## География
Коммуна расположена приблизительно в 340 км к востоку от Парижа, в 70 км северо-восточнее Безансона, в 31 км к востоку от Везуля.
На юге коммуны протекает река Оньон, есть много озёр.

## Население
Население коммуны на 2010 год составляло 1316 человек.
| 1962 | 1968 | 1975 | 1982 | 1990 | 1999 | 2010 |
| ---- | ---- | ---- | ---- | ---- | ---- | ---- |
| 1027 | 1007 | 1104 | 1146 | 1166 | 1194 | 1316 |

## Экономика
В 2010 году среди 848 человек трудоспособного возраста (15—64 лет) 599 были экономически активными, 249 — неактивными (показатель активности — 70,6 %, в 1999 году было 67,0 %). Из 599 активных жителей работали 547 человек (308 мужчин и 239 женщин), безработных было 52 (21 мужчина и 31 женщина). Среди 249 неактивных 46 человек были учениками или студентами, 93 — пенсионерами, 110 были неактивными по другим причинам.

## Фотогалерея
- Церковь Св. Германа
- Карта коммуны